# 橋本繁蔵
橋本 繁蔵（はしもと しげぞう、1907年（明治40年）7月15日 - 1983年（昭和58年）9月11日）は、昭和期の政治家。参議院議員（1期）、愛知県議会議長。親分肌で「ハシシゲさん」の愛称で親しまれた。

## 経歴
愛知県名古屋市で生まれる。名古屋市立那古野高等小学校（現名古屋市立那古野小学校）を卒業した。
名古屋市会議員、自由党愛知県支部庶務部長などを務めた。
1947年（昭和22年）、愛知県議会議員選挙に名古屋市中村区選挙区から日本自由党公認で立候補し初当選した。1951年（昭和26年）の県議選は自由党公認で立候補し次点で落選。1955年（昭和30年）の県議選で返り咲く。1967年（昭和42年）、5期目の当選を果たす。また、同議長を務めた。
自由党愛知県連幹事長、愛知県人事委員長、全国都道府県議会議長会会長、自由民主党愛知県連会長、愛知県生活協同組合連合会会長、私立幼稚園PTA協議会会長、中小企業対策連絡協議会会長愛知県漁港協会会長、同港湾協会会長などを務めた。
1971年（昭和46年）6月の第9回参議院議員通常選挙に愛知県地方区から自由民主党公認で出馬して当選し、参議院議員を1期務め政界を引退した。この間、第2次田中角栄第2次改造内閣・三木内閣の環境政務次官などを務めた。1977年（昭和52年）秋の叙勲で勲二等瑞宝章受章。
1983年9月11日死去、76歳。死没日をもって従四位に叙される。